# Alain Deloche
Pour les articles homonymes, voir Deloche.
Alain Deloche, né le 2 septembre 1940 à Paris, est un chirurgien cardiaque français, cofondateur de Médecins du monde et fondateur de l’association La Chaîne de l'espoir.

## Biographie
Alain Deloche a fait toute sa carrière à l'Assistance publique - Hôpitaux de Paris. Il a participé à la naissance de la chirurgie cardiaque dans les années 1970 à l’hôpital Broussais à Paris avec de grands patrons de la chirurgie cardiaque : Charles Dubost et Alain Carpentier. En 2000, il participe à l'ouverture de l’hôpital européen Georges-Pompidou et dirige depuis cette date le pôle cardiovasculaire.
Il est également professeur à l'université Paris-Descartes. Alain Deloche est le petit-neveu d'Albert Schweitzer.

## Humanitaire
Parallèlement à sa carrière hospitalo-universitaire, Alain Deloche participe à l'aventure de « Médecins sans frontières » et, lors de la rupture au sein de cette organisation, à la création de Médecins du monde avec son ami Bernard Kouchner. En 1988, avec l'aide d'Éric Cheysson qu'il a rencontré lors de la création de Médecins du monde en 1980, il crée l'association La Chaîne de l'espoir, qui devint, en 1994, une association indépendante. À l’origine, La Chaîne de l’espoir recrute en France des familles d'accueil pouvant accueillir des enfants qui dans leur pays ne peuvent bénéficier des interventions médicales nécessaires à leur état, mais il s'avère bientôt plus utile d'installer des structures adéquates sur place et d'y former du personnel médical.
L'association réalise un centre de chirurgie cardiaque à Hô Chi Minh-Ville, l’Institut du Cœur de Maputo au Mozambique en juillet 2001, le Centre cardio-vasculaire de Phnom Penh en novembre 2001 et l’Institut médical français pour l’Enfant en Afghanistan inauguré en 2006, autant de centres où des médecins et des chirurgiens sont formés dans le souci de partager le savoir médical.
Chaque année et partout dans le monde, des milliers d’enfants bénéficient de cette chaîne de solidarité quasi unique. Aujourd’hui, il se consacre essentiellement à deux grands projets hospitaliers au Sénégal et au Congo Brazzaville.

## Décorations
- Commandeur de l'ordre national de la Légion d'honneur (depuis le 14 juillet 2015[5])